# Culex spiculostylus
Culex spiculostylus är en tvåvingeart som beskrevs av Chen 1989. Culex spiculostylus ingår i släktet Culex och familjen stickmyggor. Inga underarter finns listade i Catalogue of Life.